# Musée des Bijoux dans la Via de la Plata
Le Musée des Bijoux dans la Via de la Plata (en espagnol : Alhajas en la Vía de la Plata) est situé à La Bañeza (León), près de la Plaza Mayor, dans un petit palais moderniste du début du XXe siècle.

## Histoire
Sa création est le résultat d'un accord entre la famille Carvajal-Cavero (propriétaire de la collection) et l’Hôtel de la Ville. Cette collection, rassemblée pendant plus de quatre décennies, est constituée par plus de 3 000 bijoux (du XVIe au XVIIIe siècle) et costumes (XIXe siècle) traditionnels espagnols, particulièrement de la Vía de la Plata et de la province de León.
Le Musée des Bijoux a été inauguré le 25 mars 2011.
Au début de février 2012, le Musée a reçu le visiteur numéro 5000 et a accueilli le Premier Congrès Européen de Bijouterie à l’été de cette même année.

## Exposition
Le Musée des Bijoux dans la Via de la Plata, dont l’exposition permanente se renouvelle chaque année, consiste en sept salles :
- Salle infantile (Salle I), où l’on peut contempler les costumes populaires qu’utilisaient les enfants et ses bijoux, par exemple, des amulettes de protection et des hochets en argent.
- Salle des jeunes (Salle II), qui montre les costumes et les bijoux que les jeunes utilisaient pour accuser sa beauté.
- Salle d’adultes (Salle III), où l’on trouve les plus riches costumes, soies et broderies.
- Salles de bijouterie (Salles IV, V, VI et VII), qui montrent des bijoux en jais (chapelets, colliers, amulettes…); différents modèles de boucles d’oreille ; des‘collaradas’ (grands colliers)[4], des ‘coraladas’ (grands colliers en corail)…

Un élément très important des costumes traditionnels est le châle de Manille. Cette Musée en a une importante collection, y compris châles avec petites têtes en nacre ou en ivoire.

## Services du Musée
Visite guidée
Magasin: livres sur les pièces du Musée, répliques de bijoux de la collection (colliers, boucles d’oreille, médailles…) et souvenirs (stylo-billes, cartes postales, signets).